# منتخب اليونان لكرة اليد الشاطئية للسيدات
منتخب اليونان لكرة اليد الشاطئية للسيدات هو منتخب اليونان الوطني في رياضة كرة اليد الشاطئية، يدار من قبل الاتحاد اليوناني لكرة اليد ويمثل اليونان في المنافسات الدولية.فاز الفريق ببطولة العالم عام 2018.